# ジュリオ・アリスティド・サルトリオ
ジュリオ・アリスティド・サルトリオ（Giulio Aristide Sartorio、1860年2月11日 - 1932年10月3日）はイタリアの画家、イラストレーター、映画監督である。

## 略歴
ローマで生まれた。祖父はローマの古代彫刻の複製を作る仕事をしていて、父親と叔父も彫刻家だった。芸術家の家族の中で絵の才能は磨かれ、1876年からローマの美術学校、アカデミア・ディ・サン・ルカで学んだ。その後、ローマで活動して人気を得ていたスペイン人画家、ルイス・アルバレス・カタラのスタジオで学んだ。
1882年からローマの文芸誌、「Cronaca bizantina」の仕事をするようになり、この雑誌には詩人のガブリエーレ・ダンヌンツィオやジョズエ・カルドゥッチ、画家のフランチェスコ・パオロ・ミケッティなどが作品を掲載していた。1883年にローマで開かれた国際展に出展した作品「マラリア」で批評家や人々に知られるようになった。1884年にフランスを訪れ、フォンテーヌブロー宮殿やベルサイユ宮殿の装飾画を研究した。
1880年代の後半にはスペインの画家、コルデーロ(José Villagas Cordero)と知り合い、コルデーロと2人で、ダンヌンツィオの書籍「Isaotta Guttadauro」の挿絵を描いた。1887年に建築家のエルネスト・バジーレと知り合いバジーレの設計した建物の装飾をした。
1889年のパリ万国博覧会に出展し、金メダルを受賞した。1893年から1894年にイギリスへ旅し、イギリスの伝統的な風景画やラファエル前派の画家たちの作品を知り、エドワード・バーン＝ジョーンズやウィリアム・モリス、チャールズ・フェアファックス・マレーといった芸術家と交流した。1895年の第1回ヴェネツィア・ビエンナーレに参加し、1896年から1898年の間はドイツのヴァイマルの美術学校で教えた。20世紀になってもイタリアの大きな展覧会の施設の壁画を描き、ローマのモンテチトーリオ宮殿（下院議事堂）に装飾画を描いた。
第一次世界大戦が始まると、1915年に志願兵として戦場に出て、イゾンツォの戦いで負傷し、オーストリア＝ハンガリー帝国軍の捕虜になった。1917年にローマ教皇ベネディクトゥス15世の調停で解放され、1918年に再び戦場に戻り、その後、多くの戦争画を描いた。
戦後は多くの国外への旅を行い、1919年にエジプト、レバノン、パレスチナなどを訪れ、1924年に南アメリカ、1928年に日本を訪れた。1929年は地中海沿岸をめぐる船旅をした。
映画監督としては、1923年の映画「Il Sacco di Roma(ローマ略奪)」をエンリコ・ガッツォーニとともに監督した。

## 作品

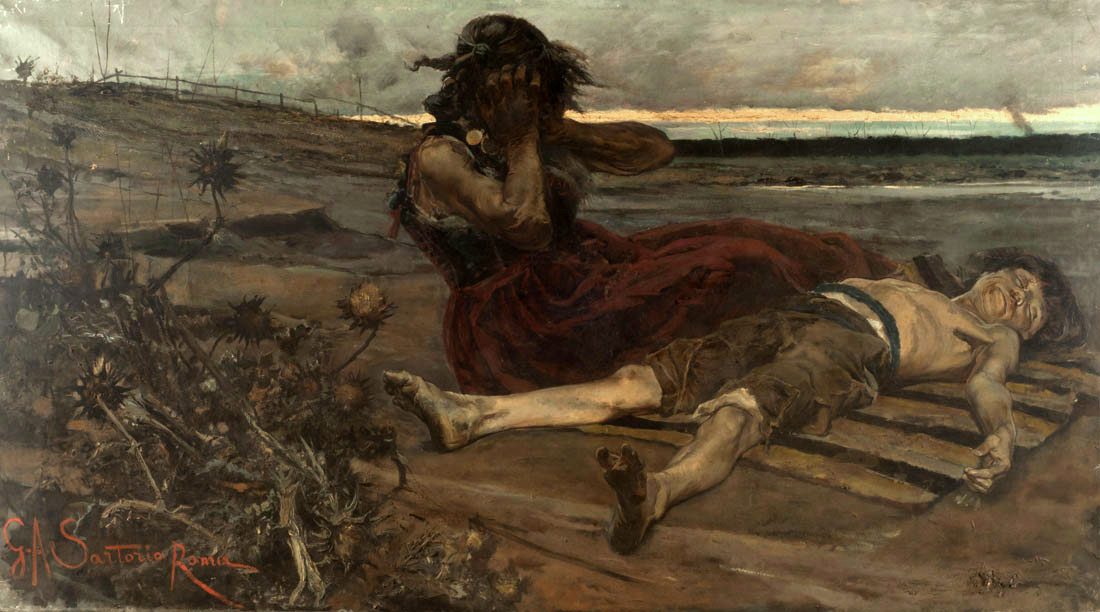
マラリア (1883)
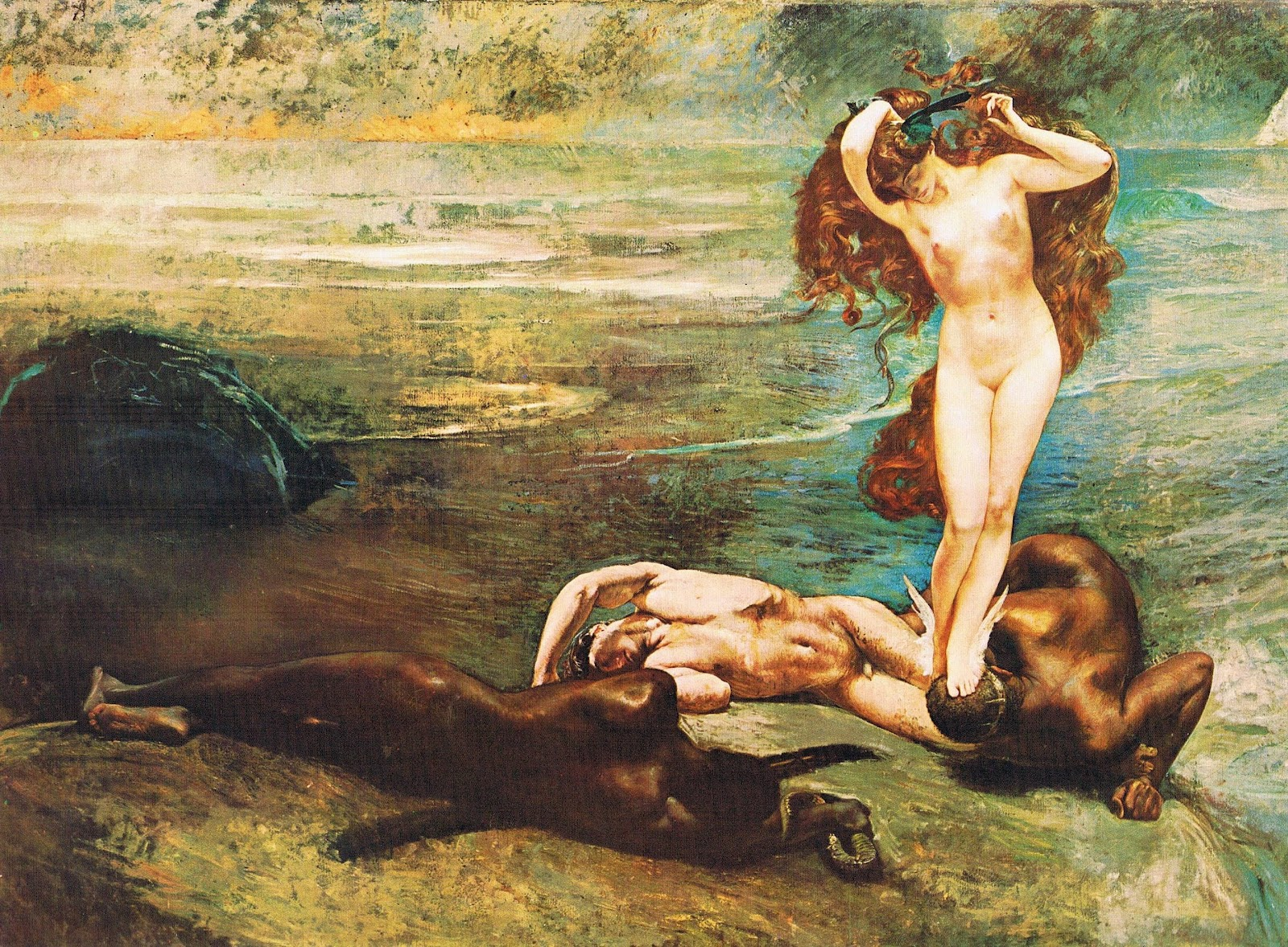
Gorgon and Heroes(1897)
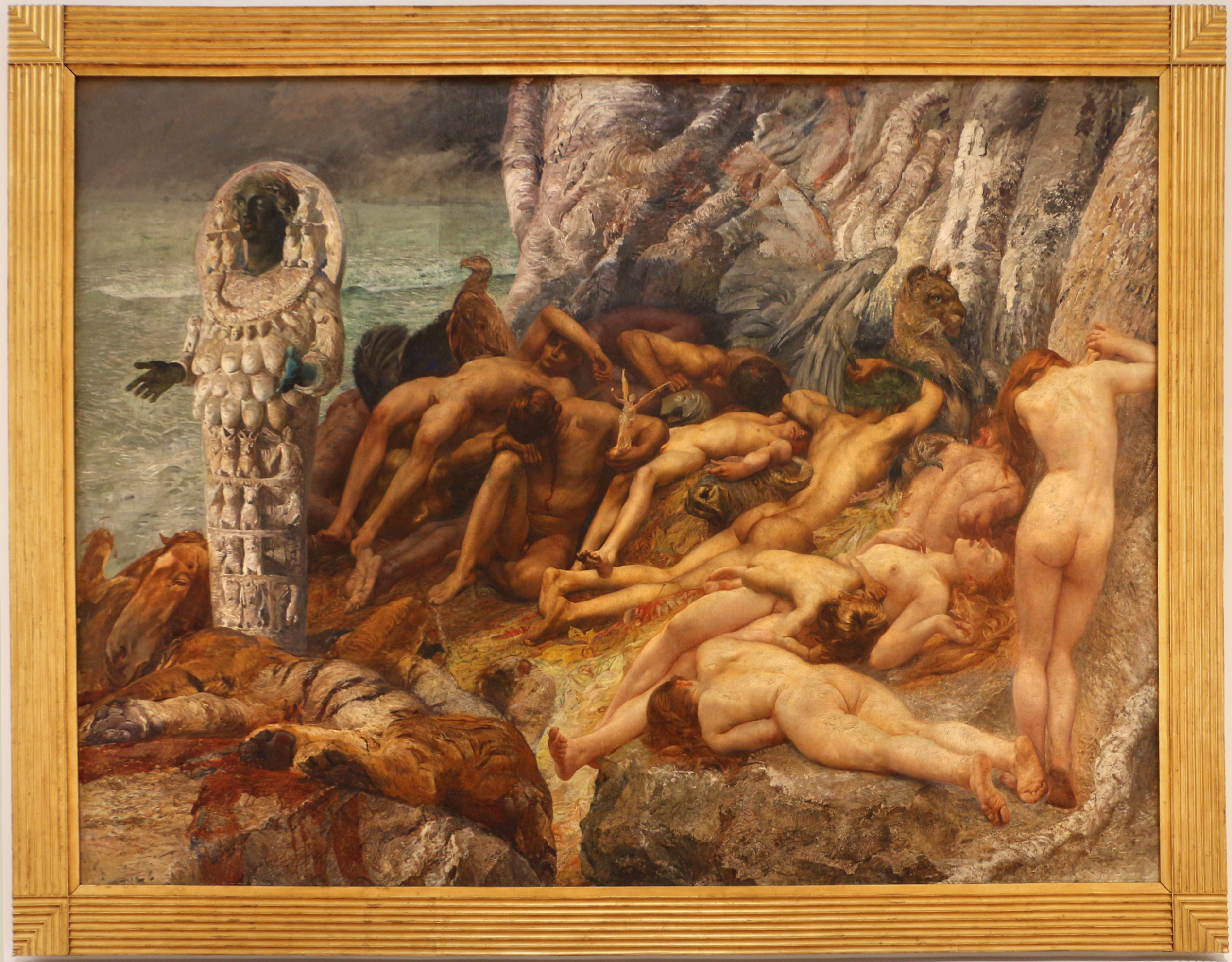
エフェソスのディアナ(アルテミス)と奴隷(1899)
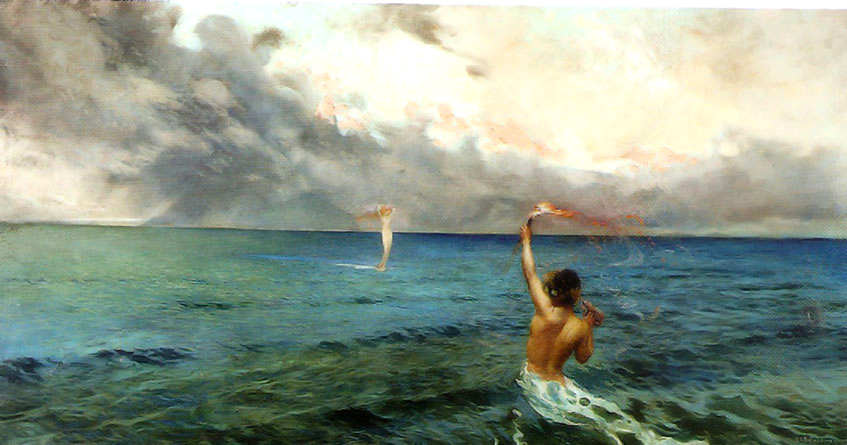
Pico re del Lazio(c.1904)

### 軍事を題材にした絵画

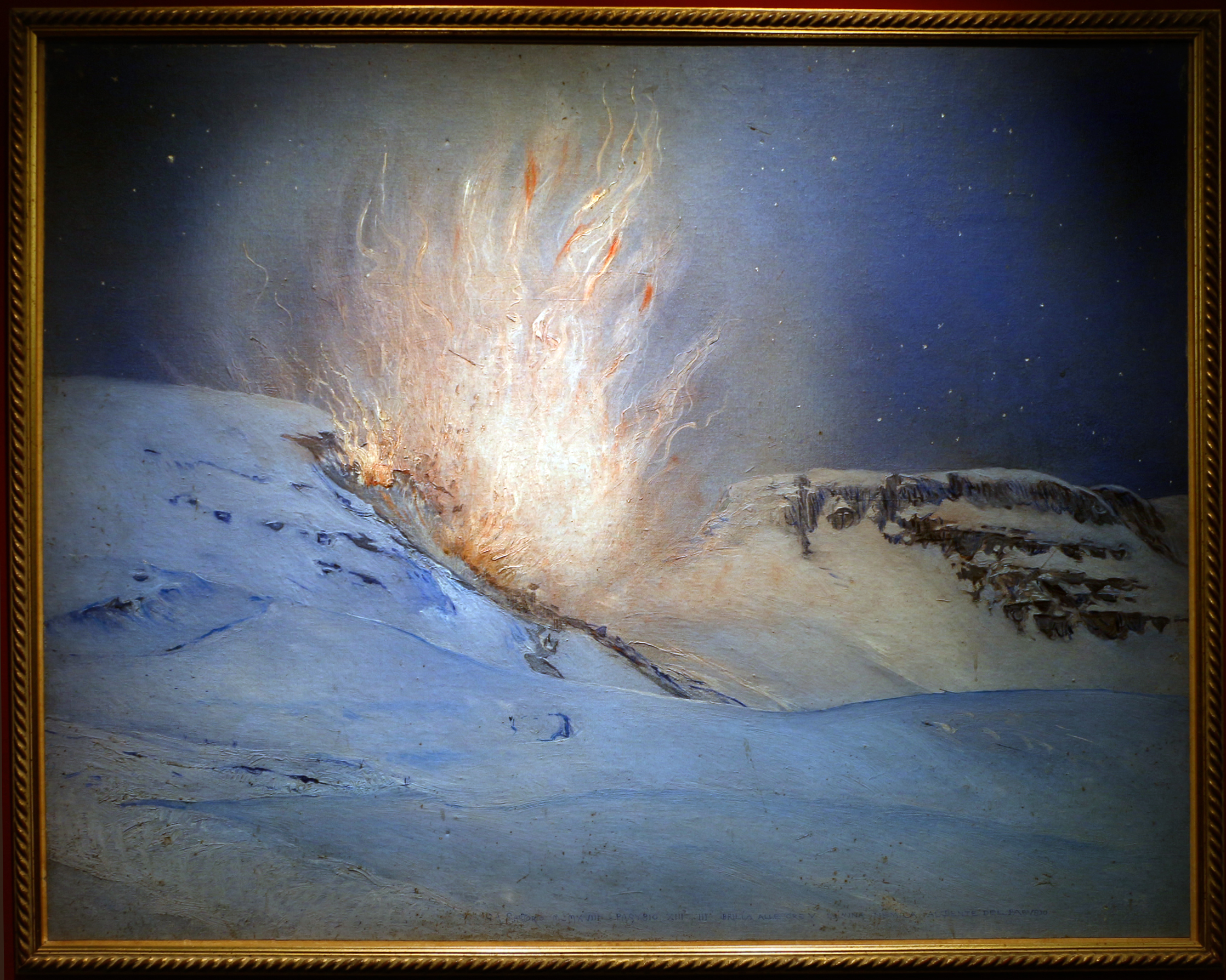
戦争画 (1918)
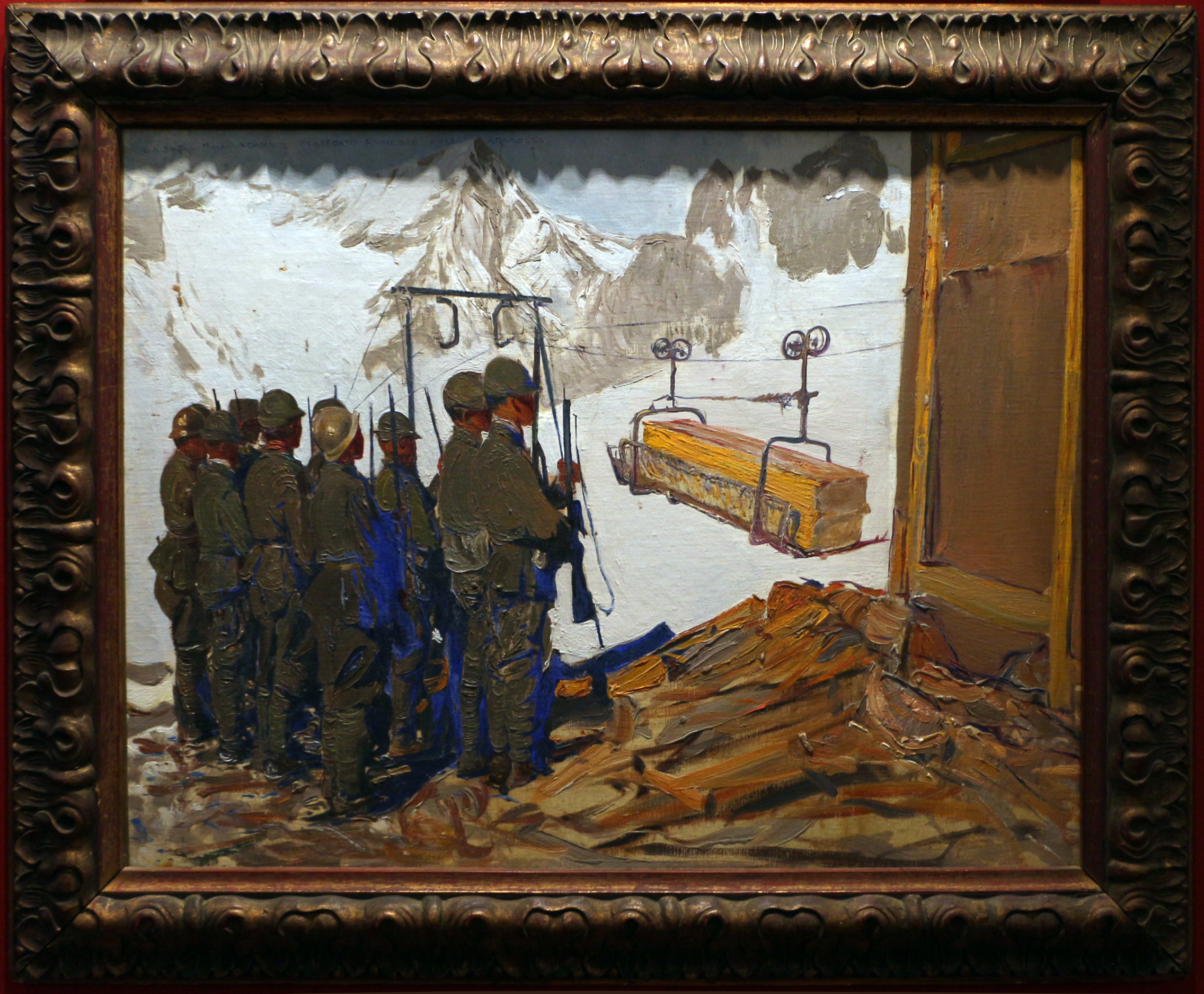
アダメッロでの棺の輸送
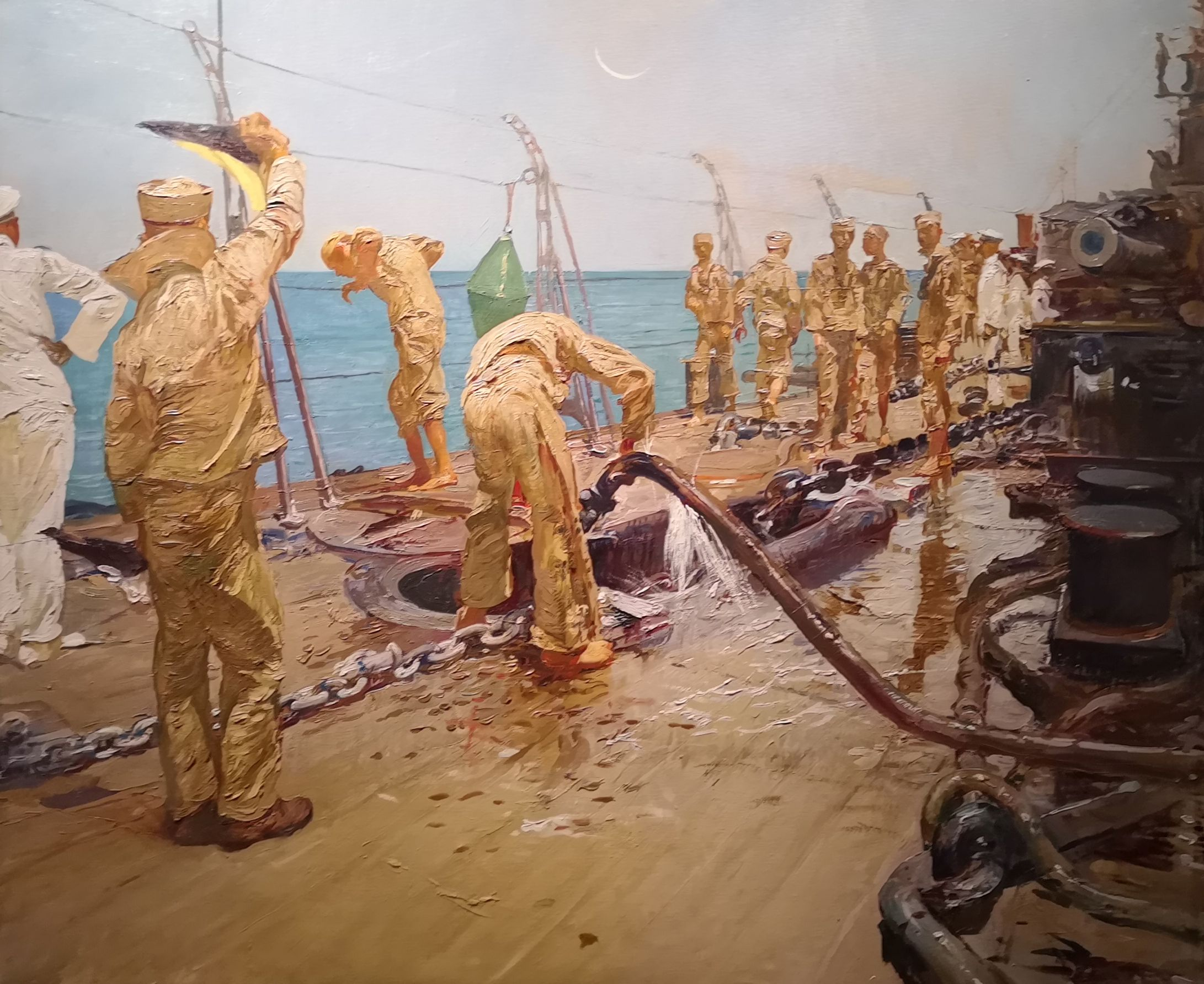
錨を上げて (1929)